# Unterstinkenbrunn
Unterstinkenbrunn je obec v okrese Mistelbach v Dolních Rakousích. Žije zde 560 obyvatel.

## Geografie
Unterstinkenbrunn leží ve Weinviertelu (Vinné čtvrti) v Dolních Rakousích. Plocha území obce činí 9,42 kilometrů čtverečních a 1,07 % plochy je zalesněno.
Obec sestává pouze z jednoho katastrálního území Unterstinkenbrunn.

## Historie
Poprvé byl Unterstinkenbrunn poprvé uveden v darovací listině biskupství Pasov v roce 1147.

### Vývoj počtu obyvatel
- 1971 689
- 1981 637
- 1991 593
- 2001 598

## Politika
Starostou obce je Matthias Hartmann ml., vedoucí kanceláře Gerhard Hartmann.
V obecním zastupitelstvu je 15 křesel, která jsou podle výsledků z posledních obecních voleb v roce 2010 rozdělena dle získaných mandátů:
- ÖVP 8
- SPÖ 3
- starosta Josef Koudela 4

## Kultura a pamětihodnosti
- Asi 400 metrů jižně od obce je v bývalém "Loamgrui hliníku" vinný sklep, který byl vybudován odlišným způsobem než ve sklepní ulici, totiž částečným propadnutím terénu. Loamgrui slouží dnes jako jeviště pro pořádání různých slavností.
- Ze Stinkebrunnen v obci teče voda, která v hlinitopísčité zemině Laaerské je velmi obohacená železem. Proto má voda zvláštní příchuť a místo je zbarveno červenou vrstvou rzi.

## Hospodářství a infrastruktura
Nezemědělských pracovišť bylo v roce 2001 23 a zemědělských a lesnických pracovišť v roce 1999 bylo 48. Počet výdělečně činných obyvatel v místě bydliště bylo v roce 2001 bylo 259, tj. 44,48 %.